# Albert Champion
Albert Champion (París, 5 d'abril de 1878 - París, 26 d'octubre de 1927) va ser un ciclista francès que va córrer a cavall del segle xix i xx.
Champion va destacar sobretot en el ciclisme en pista, per la qual cosa la seva victòria a la París-Roubaix de 1899 va ser una sorpresa. El 1900 va rebre un contracte d'un fabricant de bicicletes de Boston per competir als Estats Units. L'octubre de 1903 va patir un greu accident en una cursa de cotxes que li va provocar una fractura de fèmur oberta. Va passar mesos ingressat en un hospital de Nova York per recuperar-se i finalment en va sortir amb una cama cinc centímetres més curta que l'altra. El juny de 1904 va tornar a París per recaptar diners per fundar una empresa a Boston vinculada a la indústria automobilística. Superant la seva cama escurçada utilitzant bieles de diferents longituds, va guanyar la cursa dels 50 km del Gran Premi de París al Velòdrom de Buffalo i després el campionat francès de mig fons al circuit del Parc des Prínceps.
El 1905 va constituir l'Albert Champion Company a Boston per fabricar bugies de porcellana amb el seu nom. Tres anys més tard va fundar la Champion Ignition Company a Flint, Michigan. El 1922 va canviar el nom a AC Spark Plug Company, segons les seves inicials, per arribar a un acord extrajudicial amb els seus socis originals de l'Albert Champion Company. L'empresa ara es coneix com a ACDelco i és propietat de General Motors.
El 1977 va ser inclòs al Saló de la Fama de l'Automòbil.

## Palmarès
- 1899
  - 1r de la París-Roubaix
- 1904
  -  Campió de França de mig fons